# USS S-5 (SS-110)
USS S-5 (SS-110) — американская дизель-электрическая подводная лодка 2-й группы тип «S» межвоенного периода.
Подлодка была спущена на воду 10 ноября 1919 года и введена в строй 6 марта 1920 под командованием лейтенант-коммандера Чарльза Кука. 1 сентября 1920 года во время ходовых испытаний S-5 затонула, но благодаря действию членов команды и помощи других кораблей авария обошлась без человеческих жертв.

## Авария
30 августа 1920 года, после прохождения заводских испытаний, обучения экипажа и завершения работ по отделке S-5 вышла из военно-морской верфи Бостона для прохождения ходовых испытаний в район, расположенный в 55 морских милях от входа в залив Делавэр.
В 13:00 1 сентября началось запланированное экстренное погружение. При погружении необходимо заполнить балластные цистерны забортной водой и закрыть впускной клапан, через который поступает воздух для дизельных двигателей и системы вентиляции при нахождении подлодки в надводном положении. Закрытие клапана необходимо было выполнить, дождавшись полной остановки двигателей. В первый день испытаний было обнаружено, что управление впускным клапаном требует очень большого усилия.
Для заполнения цистерн шести главного балласта необходимо было открыть соответствующие кингстоны, для управления которыми требовалось несколько человек. Для уменьшения времени, требуемого для экстренного погружения, эти кингстоны открывали заранее. Затем оставалось лишь открыть верхние клапаны, чтобы позволить воде вытеснить воздух из цистерн.
За своевременное закрытие впускного клапана отвечал старшина Перси Фокс. За 20 минут до этого момента командир отдал приказ открыть кингстоны. Подлодка начала крениться на правый борт из-за неравномерного заполнения цистерн. Фокс покинул свой пост, чтобы помочь в выравнивании подлодки, для чего требовалось несколько раз открыть и закрыть кингстоны разных цистерн. Когда прозвучал сигнал к погружению, через систему вентиляции во все отсеки подлодки начала поступать вода. Перси Фокс пытался закрыть клапан, но обнаружил, что при большом напоре воды не может этого сделать. Остальные члены команды закрыли все магистральные клапаны вентиляции, кроме клапана торпедного отсека, принявшего слишком много воды — отсек пришлось срочно покинуть и задраить соответствующую переборку.
Немедленная продувка главного балласта не помогла. Совместными усилиями нескольких человек впускной клапан так и не удалось закрыть полностью, и торпедный отсек вскоре был затоплен. С учётом остальных отсеков подлодка приняла около 75 тонн воды и опустилась на дно в 55 метрах от поверхности моря.
Один из электромоторов был повреждён морской водой. Кук отдал приказ продуть все балластные цистерны и дать полный назад оставшимся мотором, но это не позволило оторвать лодку от илистого дна. Вскоре закоротило второй электромотор. Индивидуальных спасательных аппаратов у американских подводников тогда ещё не было. Рассчитывать на то, что подлодку быстро обнаружат на такой глубине также не приходилось. Подводники начали продувку затопленного торпедного отсека сначала при помощи центробежной помпы высокого давления, затем при помощи большой помпы низкого давления, но обе быстро вышли из строя. Использование малой помпы и запаса сжатого воздуха поначалу пошло успешно, но продувку пришлось остановить — процесс шёл слишком медленно.

## Спасение
Подводники нашли решение. Повышение плавучести кормовой части подлодки должно привести к появлению значительного дифферента. Этого дифферента должно оказаться достаточно, чтобы слить воду из моторного отсека «ниже», в центральный пост, затем в аккумуляторный отсек, что в итоге позволило бы поставить лодку в вертикальное положение и поднять часть кормы над водой. Данная операция была опасной, так как контакт морской воды с серной кислотой в аккумуляторах приводит к выделению ядовитого хлора. От подводников требовалась слаженная работа, чтобы вовремя успеть покинуть опасные отсеки и задраить переборки.

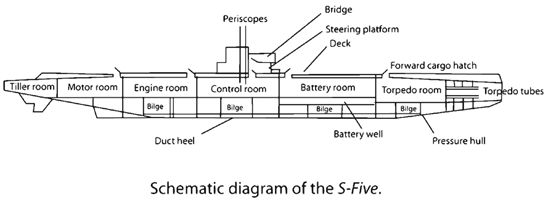
Схема отсеков подлодки S-5.

План сработал. После продувки топливных и кормовых балластных цистерн получилось слить воду из моторного отсека. Подлодка встала поднялась сначала на 60 градусов, затем практически вертикально. Простукивание корпуса показало, что корма на 6 метров выступает из воды. Ближайший люк всё ещё находился в 9 метрах под водой, так что необходимо было проделать дыру в корпусе румпельного отделения. В распоряжении подводников были ручная дрель, молоток и зубило. Толщина стенок корпуса составляла 19 мм. В 20:00 приступили к сверлению отверстий, промежутки между которыми затем предполагалось прорубить зубилом. На каждое отверстие уходило по 20 минут, так что на проход достаточных размеров, позволивший бы покинуть лодку, ушло бы три дня труда. Работая посменно, подводники к 14:00 следующего дня смогли проделать треугольную дыру размерами 15×20 см. Её было недостаточно для полноценной вентиляции, и к этому времени большая часть команды уже страдала от избытка углекислого газа.

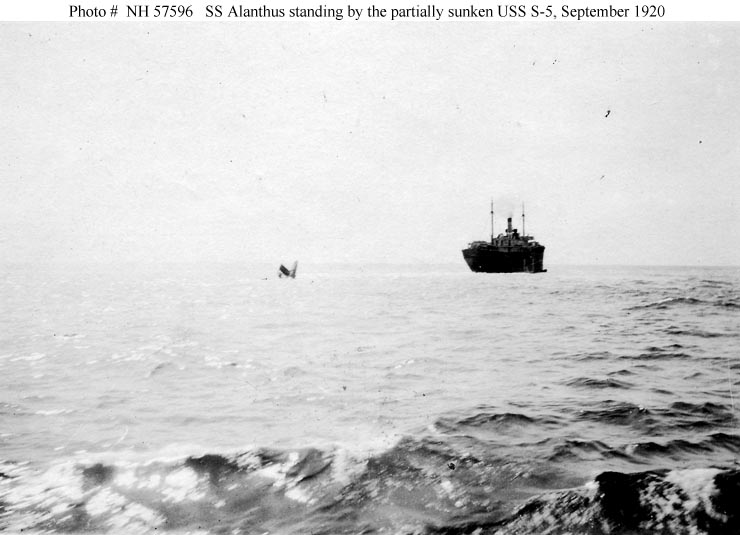
Пароход «Алантус» возле кормы затонувшей подлодки S-5. 2 сентября 1920 года.

В этот момент подводники заметили небольшое судно — небольшой пароход «Алантус» (Alanthus). Чтобы привлечь внимание, через отверстие в корпусе лодки просунули трёхметровую трубу с привязанным к ней куском одежды. Старый пароход подлежал списанию, и он выполнял свой последний рейс. По счастливому стечению обстоятельств на борту «Алантуса» заметили торчащую из воды корму S-5. Эрнест Джонсон, капитан парохода, сразу понял всю серьёзность ситуации и приказал принайтовать корму подлодки, соорудить вокруг неё деревянную платформу, и подать воздух при помощи помпы.

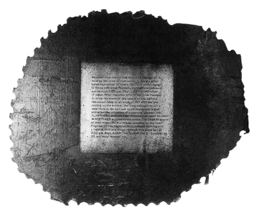
Кусок корпуса подводной лодки S-5, вырезанный инженерами пришедшего на помощь судна «General G. W. Goethals». Приблизительные диаметр составляет 61 см. Выставлен в музее Вашингтонской военно-морской верфи.

Радиста на борту «Алантуса» не было, как и необходимых для резки толстых стенок корпуса инструментов. Морякам с парохода пришлось использовать ту же ручную дрель с S-5. Приблизительно в 17:00 сигнальные флаги «Алантуса» заметили с 4800-тонного транспорта «General G. W. Goethals», который связался по радио с ВМС. К 01:30 следующего дня, через 36 часов после аварии, инженеры «Генерала Геталса» смогли расширить отверстие в корпусе S-5, и началась эвакуация экипажа. В течение двух часов ослабевших подводников перемещали на борт «Алантуса». Чарльз Кук, командир S-5 покинул её последним.

## Дальнейшая судьба подлодки
Утром 3 сентября к месту аварии пришли корабли ВМС, среди которых был броненосец «Огайо». S-5 сначала пытались буксировать «Алантусом», но он оказался слишком маломощным. Тогда корму подлодки принайтовали к «Огайо». Он успел пройти всего четыре мили прежде чем буксировочные тросы оборвались и S-5 легла на дно в 15 милях от Кейп-Мей (город). Две последующие попытки подъёма подлодки, последовавшие в ноябре 1920 и в 1921 году, не принесли результатов.
27 января 1930 года подлодка S-51 была исключена из списков флота и 23 июня продана на слом компании Borough Metal из Бруклина.

## Обнаружение S-5 в 2001 году
В июле 2001 года Национальное управление океанических и атмосферных исследований США  (англ. National Oceanic and Atmospheric Administration, NOAA) направило исследовательское судно «Whiting»  для поиска останков подлодки. Приблизительный район затопления был известен, и через 8 часов обследования дна при помощи эхолота с боковым сканированием силуэт S-5 был обнаружен. Полученные сонарные изображения были переданы в музей подводных сил в Гротоне.